# Got to Get You into My Life
Got to Get You into My Life (englisch; sinngemäß für „Ich muss Dich in mein Leben holen“) ist ein Lied der britischen Band The Beatles, das 1966 auf ihrem siebten Studioalbum Revolver veröffentlicht wurde. Komponiert wurde es von John Lennon und Paul McCartney und unter der Autorenangabe Lennon/McCartney veröffentlicht.

## Hintergrund
Got to Get You into My Life basiert hauptsächlich auf den musikalischen Ideen von Paul McCartney und war von der Motown-Musik inspiriert, daher wurde hier eine Bläsergruppe eingesetzt.
In Barry Miles’ Biografie Paul McCartney: Many Years from Now äußert sich McCartney zum Inhalt des Textes so: „Got to Get You into My Life war ein Song, den ich schrieb, als ich zum ersten Mal mit Marihuana Bekanntschaft gemacht hatte. […] er ist nicht über eine Person, er ist wirklich über Gras.“ Erst in den USA hatten die Beatles Marihuana („Pot“) kennengelernt – im Sommer 1964 angeboten von Bob Dylan in einer Hotelsuite, womit es in ihr Leben getreten war. Erst viele Jahre nach Veröffentlichung des Songs erzählte McCartney, dass es sich bei dem Lied um seine „Liebeserklärung an Marihuana“ handelte.
Got to Get You into My Life wurde nicht in das Liverepertoire der Gruppe im Jahr 1966 aufgenommen.

## Aufnahme
Got to Get You into My Life wurde erstmals am 7. April 1966 in den Londoner Abbey Road Studios (Studio 3) mit dem Produzenten George Martin aufgenommen. Geoff Emerick war der Toningenieur der Aufnahmen. Die Band nahm insgesamt fünf Takes auf. Die Aufnahmesession dauerte zwischen 20:15 und 1:30 Uhr (morgens). Die Beatles waren aber mit dem Ergebnis nicht zufrieden.
Am 8. April (Studio 2) wurden zwischen 14:30 und 21 Uhr drei weitere Takes mit einem neuen Arrangement eingespielt, es folgten am 11. April noch weitere Overdubs.
Am 18. Mai (Studio 2) wurde zwischen 14:30 und 2:30 Uhr die Bläserbegleitung, bestehend aus drei Trompeten und zwei Saxophonen, und eine neue Gitarrenbegleitung eingespielt. Paul McCartney sang das Lied ebenfalls neu ein.
Am 17. Juni (Studio 2) wurde noch eine weitere Gitarrenbegleitung hinzugefügt.
Die Monoabmischung erfolgte am 17. und 20. Juni 1966. Am 22. Juni erfolgte die Stereoabmischung. Die Monoversion von Got to Get You into My Life ist acht Sekunden länger und der Schlussgesang von Paul McCartney ist anders als bei der Stereoversion.
Besetzung:
- John Lennon: Rhythmusgitarre, Orgel
- Paul McCartney: Bass, Leadgitarre, Gesang
- George Harrison: Leadgitarre, Tamburin
- Ringo Starr: Schlagzeug
- Eddie Thornton, Ian Hamer, Les Condon: Trompete
- Alan Branscombe, Peter Coe: Saxofon

## Veröffentlichungen
- Am 28. Juli 1966 erschien in Deutschland das elfte Beatles-Album Revolver, auf dem Got to Get You into My Life enthalten ist. In Großbritannien wurde das Album erst am 5. August 1966 veröffentlicht, dort war es das siebte Beatles-Album.
- In den USA wurde Got to Get You into My Life auf dem dortigen 13. Album Revolver (US-Version) am 5. August 1966 veröffentlicht.
- Erst am 31. Mai 1976 wurde in den USA die Single Got to Get You into My Life / Helter Skelter veröffentlicht, sie erreichte in den USA Platz 7 in den dortigen Charts. In Deutschland wurde die Single im Juni 1976 veröffentlicht. Am 7. Juni 1976 erschien Got to Get You into My Life auf dem Kompilationsalbum Rock ’n’ Roll Music .
- Ein früher Aufnahme-Take vom 7. April 1966 von Got to Get You into My Life wurde auf dem Kompilationsalbum Anthology 2 am 13. März 1996 veröffentlicht.
- Am 28. Oktober 2022 erschien die Jubiläumsausgabe des von Giles Martin und Sam Okell neu abgemischten Albums Revolver (Super Deluxe Box), auf dieser befinden sich, neben der Monoversion, die bisher unveröffentlichten Versionen (First Version / Take 5), (Second Version / Unnumbered Mix) und (Second Version / Take 8).
- Am 10. November 2023 wurde das Kompilationsalbum 1962–1966 erneut wiederveröffentlicht. Auf diesem befindet sich erstmals Got to Get You into My Life, hier in der von Giles Martin und Sam Okell 2022 neu abgemischten Version.

## Coverversionen
- Cliff Bennett & The Rebel Rousers veröffentlichten im August 1966 eine Version von Got to Get You into My Life als Single, die Platz 6 in den britischen Charts erreichte.[4]
- Im Juli 1978 veröffentlichte Earth, Wind & Fire ihre Version des Liedes von Got to Get You into My Life, das den Platz 9 der US-amerikanischen Single-Charts erreichte.[5]

Eine kleine Auswahl an weiteren Coverversionen:
- Ella Fitzgerald – Ella [6]
- Four Tops – Soul Spin [7]

## Auszeichnungen für Musikverkäufe
| Land/Region               | Auszeichnungen für Musikverkäufe (Land/Region, Auszeichnung, Verkäufe) | Verkäufe |
| ------------------------- | ---------------------------------------------------------------------- | -------- |
| Vereinigte Staaten (RIAA) | Gold                                                                   | 500.000  |
| Insgesamt                 | 1× Gold ·                                                              | 500.000  |